# Штиллинг, Якоб
Якоб Шти́ллинг (нем. Jakob Stilling; 22 сентября 1842, Кассель — 30 апреля 1915, Страсбург) — немецкий медик, офтальмолог, сын Бенедикта Штиллинга.

## Биография
Изучал медицину в нескольких университетах, в том числе в Париже и Вюрцбурге, и получил докторскую степень по медицине в 1865 году. В 1867 году стал врачом-окулистом в Касселе, а затем продолжил своё образование в области офтальмологии в Париже, Берлине, Вене и Турине. Габилитировался в 1880 году, в 1884 году стал экстраординарным профессором кафедры глазных болезней в Страсбургском университете, где работал до конца своей карьеры. Ординарным профессором так и не стал — по некоторым предположениям, из-за своего еврейского происхождения.
Написал целый ряд научных работ по офтальмологии, занимался исследованиями глаукомы, был одним из пионеров изучения так называемой цветовой слепоты, в 1877 году составил собственную таблицу цветов для диагностики дальтонизма. В 1887 году описал нарушение движения глаз, названное в его честь синдромом Штиллинга.